# Вальталинген
Вальталинген (нем. Waltalingen) — бывшая коммуна в Швейцарии, в кантоне Цюрих. 1 января 2019 года объединена с коммунами Унтерштамхайм и Оберштамхайм в новую коммуну Штамхайм.
Входит в состав округа Андельфинген. Население составляет 688 человек (на 31 декабря 2007 года). Официальный код — 0044.